# Cha Cha (album)
Cha Cha is een live-lp van Herman Brood & his Wild Romance uit 1978. Het betreft echter niet de registratie van een concert. Cha cha werd live in de studio opgenomen, in het bijzijn van een aantal geslecteerde fans. Voor de hoestekst worden vier niet-bestaande locaties opgevoerd waar de live-lp opgenomen zou zijn: The Pinge à Linge, Belgique, The Relight Café, The Pedo Ville en The Too Far Gone Discotheque. Op de hoes wordt manager Koos van Dijk vermeld met zijn geuzennaam Coach v Dijk. Naast manager op zakelijk gebied trad Koos van Dijk ook op als coach in het door drugsgebruik geplaagde leven van Herman Brood. Het hoesontwerp is van Eva van Dam & Dick van der Meyden. De foto's op de achterkant van de hoes zijn gemaakt door Anton Corbijn. Sinds de jaren 70 heeft Corbijn foto's van Brood gemaakt. Een selectie hiervan was in het najaar van 2006 samen met privé foto's van de familie Brood te zien in het Groninger Museum. De titel van deze tentoonstelling was Cha Cha, fenomeen Herman Brood. De lp bevat onder andere de hit Still Believe. Cha Cha is ook de naam van een speelfilm met Herman Brood en Nina Hagen. Van deze speelfilm is een soundtrack-lp gemaakt met ook de titel Cha Cha.

## Tracklist
Kant A
1. Hit (Lademacher/Hawinkels/Brood) – 1:34
2. Too Slow (Lademacher/Brood) – 2:27
3. Street (Brood) – 2:10
4. Still Believe (Paul Smeenk/Bertus Borgers) – 3:10
5. True Fine Mama (Little Richard/Penniman) – 1:50
6. Rock 'N Roll Junkie (Brood) – 2:30
7. One More Dose (Brood/Sinzheimer) – 3:40
8. Speedo (Cadillacs) – 0:30

Kant B
1. Dope Sucks (Lademacher/Brood) – 2:40
2. City (Mose Allison) – 3:40
3. Blue (Brood) – 3:22
4. Can't Stand It (Lou Reed) – 2:08
5. Phony (Brood) – 3:20
6. Pop (Brood) – 3:40

## Bezetting
- Freddi Cavalli – basgitaar
- Ani Meerman – drums
- Danny Lademacher – gitaar
- Herman Brood – piano, zang

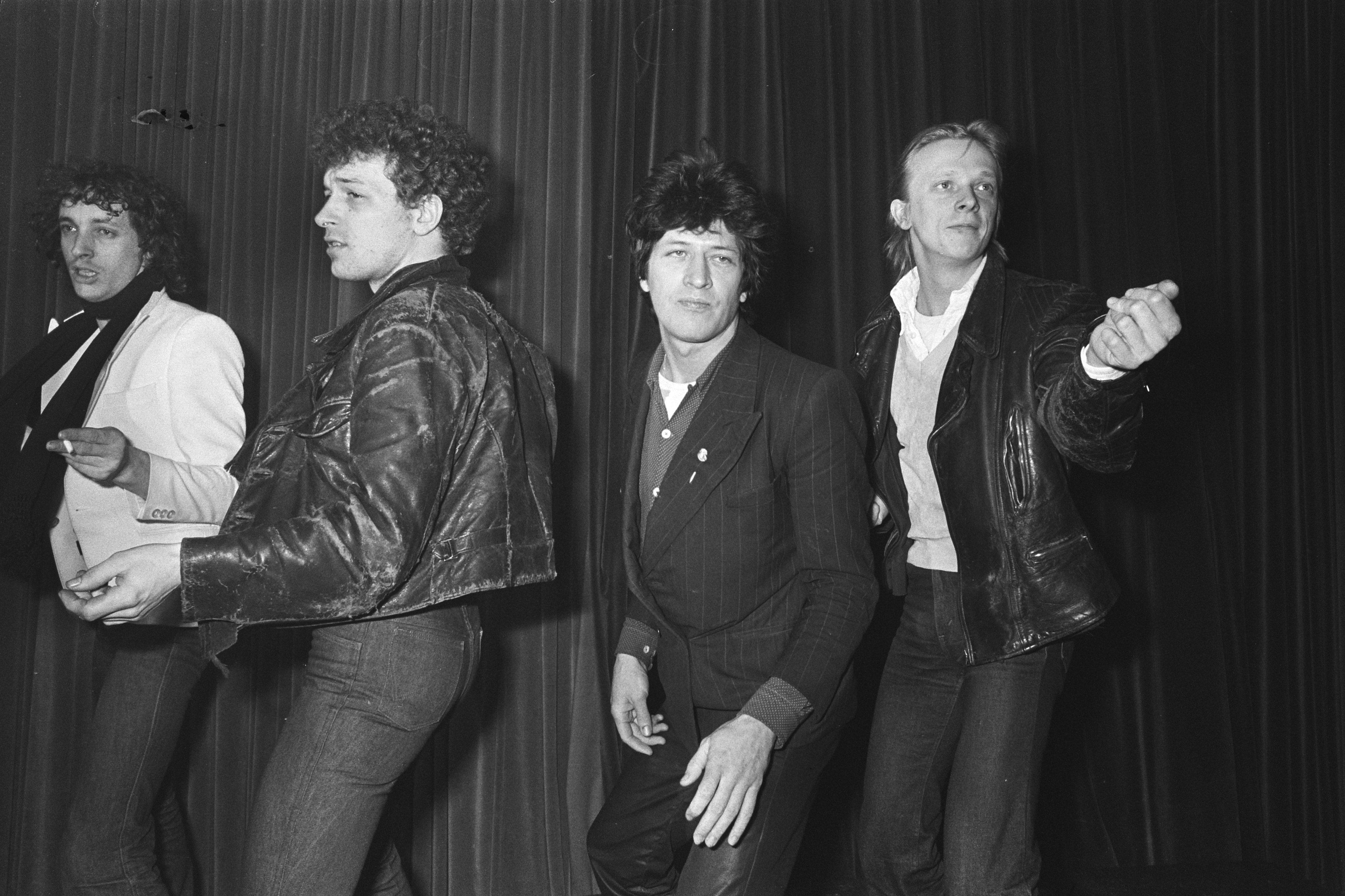
V.l.n.r.: Ani Meerman, Freddie Cavalli, Herman Brood en Dany Lademacher (Wild Romance, 1979)

Verder werkten mee Josee van Iersel, Monica Tjen A Kwoei, Floor van Zutphen en Bertus Borgers.